# 21545 Koirala
A 21545 Koirala (ideiglenes jelöléssel 1998 QO33) a Naprendszer kisbolygóövében található aszteroida. A LINEAR projekt keretében fedezték fel 1998. augusztus 17-én.